# Batterie di Maisy
Le batterie di Maisy sono un sistema di fortificazioni costiere, in parte sotterranee, edificate dai tedeschi in Francia durante la seconda guerra mondiale, come parte del Vallo Atlantico. Si trovano vicino a Grandcamp-Maisy, a poca distanza da Omaha Beach, una delle cinque spiagge utilizzate dagli Alleati per lo sbarco in Normandia.
Il complesso militare, costruito dall'organizzazione Todt per la Wehrmacht, venne abbandonato subito dopo lo sbarco degli Alleati, nel 1944. Il sistema di tunnel e costruzioni fu gradualmente inghiottito dalla natura fino a sparire e venire dimenticato. I resti della struttura vennero riscoperti solo nel 2004.

## Riscoperta
Lo storico britannico Gary Sterne ha riscoperto il sito nel gennaio 2004, basandosi su una mappa disegnata a mano trovata fortuitamente nella tasca di una divisa americana acquistata da un rigattiere. Grazie alla mappa Sterne è stato in grado di individuare uno degli ingressi del bunker. Successivamente sono stati scoperti una dozzina di edifici realizzati in calcestruzzo o scavati nella pietra, collegati da un chilometro e mezzo di tunnel. Gli edifici ospitavano l'infermeria, gli alloggi per gli ufficiali, le cucine, la sala radio e l'armeria.
Nel giugno 2006 il complesso è stato aperto al pubblico.